# Schulek Tibor
Schulek Tibor, teljes nevén Schulek Tibor Frigyes (Budapest, 1904. február 3. – Budapest, 1989. május 14.) magyar evangélikus lelkész, esperes, irodalomtörténész.

## Életpályája
1913–1918 között a herrnhuti testvérek Nieskyben (Németország) lévő pedagógiumában tanult. 1918–1920 között Rimaszombaton, 1920–1922 között Budapesten tanult tovább; 1922-ben a Budapesti Református Főgimnáziumban érettségizett. 1922–1924 között Budapesten, 1924–1925-ben Sopronban, 1925–1926-ban Lipcsében hallgatott teológiát. Ezzel párhuzamosan a budapesti Pázmány Péter Tudományegyetem Bölcsészettudományi Karán tanult, magyar-német-angol szakos tanári vizsgát tett. 
1926–1927-ben Nieskyben nevelőtanárként dolgozott. 1927-ben tanulmányutat tett Angliában és Walesben. 1927 és 1930 között a Magyar Evangéliumi Diákszövetség (MEKDSZ) titkára volt. 1928-ban a soproni evangélikus teológián lelkészi oklevelet nyert. 1934-től részt vett a Keresztyén Igazság című folyóirat szerkesztésében. 1938-ban Pécsett teológiai doktorrá avatták. 1940-ben a Magyar Protestáns Irodalmi Társaság választmányi tagja lett. 1930 és 1948 között hivatásos tábori lelkészként szolgált. 1941-ig a műszaki tisztképző Ludovika-II. Akadémián lelkész és nyelvtanár volt, majd a kassai VIII. hadtesthez osztották be. Hat ízben vezényelték kivonuló csapathoz, így 1943 januárban a doni szovjet áttörésben felőrölt 2. magyar hadsereghez, ahol hadsereg-lelkészként a maradék csapat újjászervezésében szolgált fél évet. 
1945 elején a kassai hadtest-törzset is nyugatra vonták, és ő Pozsonyban vészelte át szovjet hadsereg bevonulását. Májusban tehervonaton papi öltözékben jutott el Győrbe, magával vitte a „Régi magyar istenes énekek” friss kéziratát, benne a pozsonyi evangélikusok által elkészíttetett kotta kliséket. A győri evangélikusok még 1945-ben kiadták. Debrecenben találkozott Kassáról gyalog kiutasított (Beneš dekrétum) feleségével és 6 gyermekével. Házuk-otthonuk odaveszett. 1948 és 1963 között a kicsiny komáromi evangélikus gyülekezet lelkipásztora. 1950 és 1953 között a Fejér-Komáromi Evangélikus Egyházmegye esperese volt. 1956 őszén aktív szerepet vállalt a magyarországi evangélikus egyház megújításában. 
1962. augusztus 27-én Káldy püspök kezdeményezésére lelkészi szolgálatát felfüggesztették, egy lelkészgyűlésen elmondott, egyházi és társadalmi kérdésekre vonatkozó állásfoglalása miatt. Az egyházi bíróság állásvesztésre ítélte 1963. január 1-jével. Az ítélet semmisnek nyilvánításával csak 1988 decemberében rehabilitálták. Lelkészi állásából való eltávolítása után a Magyar Tudományos Akadémia Irodalomtudományi Intézete Humanizmus és Reformáció Kutatócsoport munkatársa volt. A régi magyar irodalommal, az imádságok és énekek témakörével kapcsolatos cikkei, tanulmányai hazai és külföldi, egyházi és tudományos folyóiratokban jelentek meg. Visegrádon temették el.

### Családja
Schulek Frigyes (1841–1919) unokája. Édesapja Schulek János (1872–1948) műépítész és Luise Emilie Julie Gerok (1877–1906) csellóművész voltak. 1932. május 26-án házasságot kötött Majoross Edittel (1908–1993). Nyolc gyermekük született: Vilma (1933–?), Mátyás (1935–2018), Gáspár (1937–?), Sarolt (1939–?), Kata (1941–?), Schulek Ágoston (1943–2011) atléta, János (1947–?) és Edit (1950–?).
Thurnayné Schulek Vilma könyve Édesapánk, Dr. Schulek Tibor címmel jelent meg 2005-ben. Élettörténetén túl számos fényképet tartalmaz Schulek Tiborról és családjáról, valamint őseikről.

## Művei
- Kurzer Abriß der Geschichte des ungarischen Kirchengesangbuchs und des Standes hymnologischer Forschung in Ungarn. – A magyar egyházi énekeskönyv történetének és a himnológiai kutatás magyarországi állásának rövid vázlata – Megjelent: Jahrbuch für Liturgik und Hymnologie (Kassel) 1969, 130–140.
- Bornemisza Péter egyházépítő, egyházszervező és egyházvédő tevékenysége; Baross Ny., Győr, 1938
- Bornemissza Péter 1535–1584. A XVI. századi magyar művelődés és lelkiség történetéből; Keresztyén Igazság, Sopron–Budapest–Győr, 1939 (A Keresztyén Igazság könyvtára)
- Régi magyar imádságok (Győr, 1941)
- Tükördarabok a Schulek-család múltjából. 1. A XIX. század nemzetiségi válsága egy felvidéki család sorsában; Wiko Ny., Kassa, 1943
- Régi Magyar Istenes Énekek (Sulyok Imrével, Győr, 1945)
- Cantate! Énekeljetek! (szerkesztő, Győr, 1950)
- A keresztyéni gyülekezetben való isteni dicséretek, Várad, 1566 (tanulmány, Budapest, 1975)
- Megkésett emlékezés az erdélyi magyar evangélikus egyház száz év előtti megalakulásáról (Diakozia, 1989. 1. sz.)
- Magyar evangélikusok Romániában (Diakonia, 1989. 2. sz.)

## Emlékezete
- 29 éve halt meg Schulek Tibor. – Youtube.com, Közzététel 2018. május 14.

## Jelentések Schulek Tiborról az ÁBTL-ben
- Dosszié típusa. 3.1.2. Dosszié jelzete. M-32400. Fedőnév: „Papp István”. (Várady Antal). Adta Papp István. Vette Baji László rendőr nyomozó százados. (1957-ben százados és a II/5-c alosztály beosztottja)[5] Budapest, 1957. február 5. Január 30-án 1 órakor az Evangélikus Élet szerkesztőbizottsága ülést tartott a sajtóosztályon. Amikor ez befejeződött, többen együtt maradtak, így Schulek Tibor, Fabinyi Tibor, Botta István, Csepregi Béla és mind nagy támadást indítottak Juhász Géza ellen, aki bevallotta, hogy az ifjúság körlevelének szerkesztésében részt vett. Schulek Tibor árulónak, ávosnak nevezte Juhászt és társait. Juhász Géza segítségére megérkezett közben Fekete István és Rédey Pál. Keken közbelépésére a vita elcsendesedett.

- Dosszié típusa. 3.1.2. Dosszié jelzete. M-32400/4. Fedőnév: „Papp István”. (Várady Antal) Vette Varga József rendőr őrnagy. Idő: 1964. április 30. Tárgy: Schulek Tibor. A család. A szerteágazó beházasodások révén. Úgy lehet mondani, hogy régi magyar dzsentri családok és bevándorlott német családok keveréke, amelyek ágai ma is túlvezetnek a határon. Általában tudós, gondolkodó jellegű emberek a férfiak, Magyarországon legjellegzetesebb képviselőjük Schulek Frigyes, aki – többek között a halász bástyát és a Mátyás templom átépítését tervezte a múlt század végén. Schulek Tibor maga a lelkészi pályára ment, teológiai doktorátust szerzett, majd a hadseregnél helyezkedett el. A háború végéig alezredesi, azaz esperesi rangig vitte. Erkölcsi puritánság jellemzi. mint a család más tagjait is. Nyolc gyermekükről tudok. A család általában sokgyermekes minden ágon. Már mint katonalelkész elsősorban himnológiával és az ezzel kapcsolatos egyháztörténeti kérdésekkel foglalkozott s ebből nagy anyagot gyűjtött össze. Bornemissza Péterről könyve jelent meg régebben. [] A háború után, amikor a katonalelkészeket leszerelték, bekerült a komáromi lelkészi állásba. [] Úgy tudom, hogy angol és német nyelvet tanít. Amikor Ordass volt a püspök, esperesnek választották. Dezséry püspök erőteljes közbelépésére lemondatták az esperességről s ezzel ellenzékbe vonult, jobboldaliságba. [] 1962-ben egy tatai LMK ülésen, amelyen jelen volt Káldy püspök is, szünetben szóvá tette a magyar népesedési helyzetet és utalt a hivatalos statisztikára a művi abortuszok száma kérdésében. Azt a megjegyzést fűzte hozzá, hogy ez nemzetgyilkosság. Akkor Káldy és közte éles vita fejlődött ki, de úgy látszott, hogy Káldy nem akart ügyet csinálni belőle, mert csak mintegy 2-3 hét után indult el Schulek Tibor ellen a fegyelmi eljárás állásától való felfüggesztéssel egybekötve. [] 58 éves korában nyugdíjazták, 900 forint nyugdíjat kapott, ami nem volt sok, tekintettel még otthon lévő, talán három iskolás gyermekére.

- Dosszié típusa. 3.1.2. Dosszié jelzete. M-30624. Szántó Géza 1963-1969. Jelentés. Adta „Szántó Géza” ügynök, aki 1963-ban Ácson református lelkész volt. 1951-1979 között Ácson Körmendi Lajos volt a református lelkész.[6]Vette Ábrahám István rendőr százados. 1963. X. 11. „Szántó Géza” jelenti, hogy a megbeszéltek alapján 1963. IX. 26-án felkereste komáromi lakásán Schulek Tibor nyugdíjas (1963. január 1.-én Káldy Zoltán püspök kényszernyugdíjazta) evangélikus lelkészt. Schulek Tibor azt mondta, hogy éppen tanít, de pénteken-szombaton szívesen lát. Értékelés. Az ügynök feladata volt Schulek Tibor komáromi lakos felkeresése abból a célból, hogy kettőjük bizalmát elmélyítsük és ezen keresztül Schulek magatartását a jövőt illetően folyamatosan ellenőrizzük.  Megjegyzés: Schulek Tibor ügyével hírszerző gyanús magatartása végett 1960-tól foglalkozott a komáromi kirendeltség, tevékenységét megfelelő ügynökség hiányában nem sikerült megnyugtatóan felderíteni, illetve megismerni. Ügynökünk lelkész volt és már korábban ismerte Schulek Tibort. Elmélyült, bizalmas kapcsolat azonban nem volt közöttük. Jelenleg ügynökünk bevezetésén keresztül Schulek bizalmának fokozatos megnyerésével szeretnénk elérni ellenőrzését. A jelenlegi találkozás ezt a célt szolgálta, Schulek azonban, mint a jelentésből kitűnik, majdnem ismeretlenként fogadta ügynökünket. Intézkedés: Schulek Tiborról szóló anyagot felhasználom, a figyelő dossziéján keresztüli ellenőrzésre. Ábrahám István rendőr százados. Jelentés. Adta „Szántó Géza” ügynök. Vette Ábrahám István rendőr százados. 1963. XII. 19. „Szántó Géza” jelenti. A megbeszéltek alapján 1963 december 18-án felkerestem Schulek Tibort, komáromi volt evangélikus lelkészt. [] Rövid látogatásom alatt megtudtam, hogy Budapestre költözködésük folyamatban van. Schulekkel mélyebb beszélgetésbe nem merülhettem, mert valahová elmenőben volt. Megjegyzés: Schulek látogatása kevés eredménnyel járt. [] Schulek óvatos s úgy látszik bizalmatlan így a további látogatást nem erőltetjük. Tatabánya, 1963. XII. 19. Ábrahám István rendőr százados.

- Dosszié típusa. 3.1.2. Dosszié jelzete. M-33371. Adta „Parádi Tamás” fedőnevű ügynök, (BM Nógrád megyei RFK III/III. alosztálya. Az ügynök Balassagyarmaton volt református lelkész. Időszak 1967-1972) vette Andó hadnagy. Idő: 1969. X. 1. Schulek Tibor budapesti lakos ügyében az alábbiakat jelentem. Szabó József püspökkel együtt végezték a teológiát. Barátságuk azóta tart. Szabó Püspök szerint Schulek Tibor egyházi szolgálatból való kiválásának Káldy Zoltán püspök és körötte való áldatlan állapot az oka. Egyik egyházmegyei gyűlésen Schuleknek volt egy születésszabályoással kapcsolatos előadás nyomán egy felszólalása, amelyikben más szempontokat hangsúlyozott. Káldy Zoltán püspök a nyilatkozatot tűrhetetlennek tartotta és így került Schulek menesztésére az egyházi szolgálatból. Nagy kár az Ő kiválása, mert nem csak kiváló hymnológus, hanem jó igehirdető és teológus is, a magyarországi evangélikus egyház csak kárvallottja annak, hogy nincsen egészen a helyén. . Szabó József püspök, akit Káldy Zoltán püspök nagyra becsül, már megkérdezte Káldytól, hogy nem lenne már időszerű Schulek rehabilitálása. De Káldy Zoltán rátarti ember lévén az első lépést nem akarja megtenni. [] Schuleknek 9 élő gyermeke van. Budapesten kapott egy nagyobb lakást. [] Értékelés: Az ügynök a feladatát megoldotta. Intézkedés: A jelentést Schulek Tiborra vonatkozóan kivonatoltam, melyet átadok az illetékes operatív munkásnak, illetve továbbítottam a III/III-1 osztálynak felhasználás végett.